# Day by day (enseigne)
Day by day est un réseau d’épicerie appartenant à la société My Retail Box spécialisée dans la vente en vrac créé en 2011 par Didier Onraita et David Sutrat.

## Historique
En 2011, Didier Onraita et David Sutrat décident de lancer un concept de magasin de proximité entièrement destiné au vrac. 
Ils créent la société My Retail Box en 2013, et ouvrent la même année le premier magasin à Meudon.
Durant l’année 2017, la plateforme logistique est transférée à Dreux. L’enseigne prévoit une cinquantaine de magasins d’ici la fin de l'année 2018 et implante son premier magasin à l’étranger (Bruxelles).
En 2018, 14 nouveaux magasins sont ouverts.
En février 2019, la société française de gestion d'actifs Amundi entre au capital de My Retail Box via son fonds commun de placement Finance et Solidarité.
En août 2019, le premier shop-in-shop day by day ouvre au sein de l'hypermarché Cora d'Ermont (95).
En 2020, day by day ouvre 13 nouveaux magasins et lance un nouveau concept baptisé day by day - Grand Marché Vrac à Rennes,.
En 2021, day by day ouvre 7 nouveaux magasins et lance le concept 'L'éco-drive', plateforme de vente en ligne de produits en contenants consignés.
En 2022, le secteur bio et vrac connait un fort ralentissement du à la crise sanitaire, la guerre en Ukraine et la forte inflation. day by day décide de limiter le nombre d'ouvertures à un magasin à Bourg-en-Bresse (01) et commence à déployer des points de retrait Drive.
En janvier 2023, un magasin ouvre sous le format Grand Marché Vrac et l'enseigne 'jour après jour' à Brossard, dans la banlieue de Montréal (Canada)